# Antoine Ier de Neufchâtel
Pour les articles homonymes, voir Antoine Ier.
Antoine Ier de Neufchâtel, né vers 1449, mort le 28 février 1495 à Paris, est un évêque de Toul de 1461 à 1495. 

## Biographie
Né vers 1448-1449, Antoine est le troisième fils de Thiébaut IX de Neufchâtel, maréchal de Bourgogne, et de Bonne de Châteauvillain, dame de Boussenois et de Grancey. Il est le frère de Claude de Neufchâtel-Bourgogne, chevalier de l'ordre de la Toison d'or.
À la mort de Jean Chevrot, en 1460, le chapitre de Toul était divisé entre partisans français, germaniques, lorrains et bourguignons. Les Lorrains et les Germaniques choisirent Frédéric de Clisentènes, archidiacre de la cathédrale, alors que les Français et les Bourguignons, choisirent Antoine de Neufchâtel, un fils âgé de douze ans de Thiébaut IX de Neufchâtel, maréchal de Bourgogne. Le pape trancha en faveur d'Antoine de Neufchâtel. Jean II d'Anjou, duc de Lorraine, incita Frédéric de Clisentènes à faire valoir ses droits, craignant qu'Antoine ne livrât le diocèse de Toul aux Bourgognons, mais l'intervention de Louis XI, roi de France, permit à Antoine d'être reconnu évêque et obligea Jean II à reculer.
Épinal, promise au maréchal de Bourgogne, choisit pour seigneur le duc de Lorraine et Thiébaut IX de Neufchâtel entreprit de la conquérir. Pour favoriser son dessein, il demanda à son fils de lui livrer les forteresses du Toulois, malgré l'opposition des chanoines. Nicolas, héritier de Lorraine intervint et reprit des forteresses, mais les armées de Thiébault ravagèrent la Lorraine. Les États de Lorraine demandèrent au chapitre de Toul de déposer leur évêque, mais les chanoines, divisés, ne bougèrent pas. Le diocèse fut ravagé par les troupes du maréchal de Bourgogne et plusieurs châteaux incendiés, dont celui de Liverdun qui conservait les archives de l’évêché. Le pape Paul II, craignant la colère du roi de France et du duc de Bourgogne, interdit au chapitre de procéder à la déposition et à une nouvelle élection d'évêque. La mort de Jean II, en Catalogne, mit fin au conflit et Antoine de Neufchâtel put rentrer dans Toul le 28 février 1473. René II, devenu duc de Lorraine, fit appel à Alexandre de Forli, légat du pape Sixte IV pour inciter l'évêque Antoine à respecter la plus stricte neutralité dans les conflits entre la Lorraine et la Bourgogne. Pour apaiser totalement les esprits, il lui conseilla de se retirer temporairement dans l'abbaye de Luxeuil dont il était abbé.
Peu après, Charles le Téméraire, pénétrait et occupait la Lorraine, mais Toul resta fidèle à René II. Ce dernier battit et tua le duc de Bourgogne à Nancy le 6 janvier 1477 et marqua sa reconnaissance à Toul qui lui était restée fidèle. Antoine de Neufchâtel rentra alors à Toul, mais il resta pour les Lorrains un Bourguignon et ne fut jamais aimé dans son diocèse.
Il se retire à Paris, où il meurt le 28 février 1495.